# Väter allein zu Haus
Väter allein zu Haus ist eine Fernsehreihe, die von 2019 bis 2021 für Das Erste produziert wurde. Die Folgen haben eine Länge von ca. 90 Minuten und wurden im Rahmen der Reihe Endlich Freitag im Ersten ausgestrahlt. Die Hauptrollen spielten Peter Lohmeyer, David Rott, Tim Oliver Schultz und Tobias van Dieken.

## Handlung

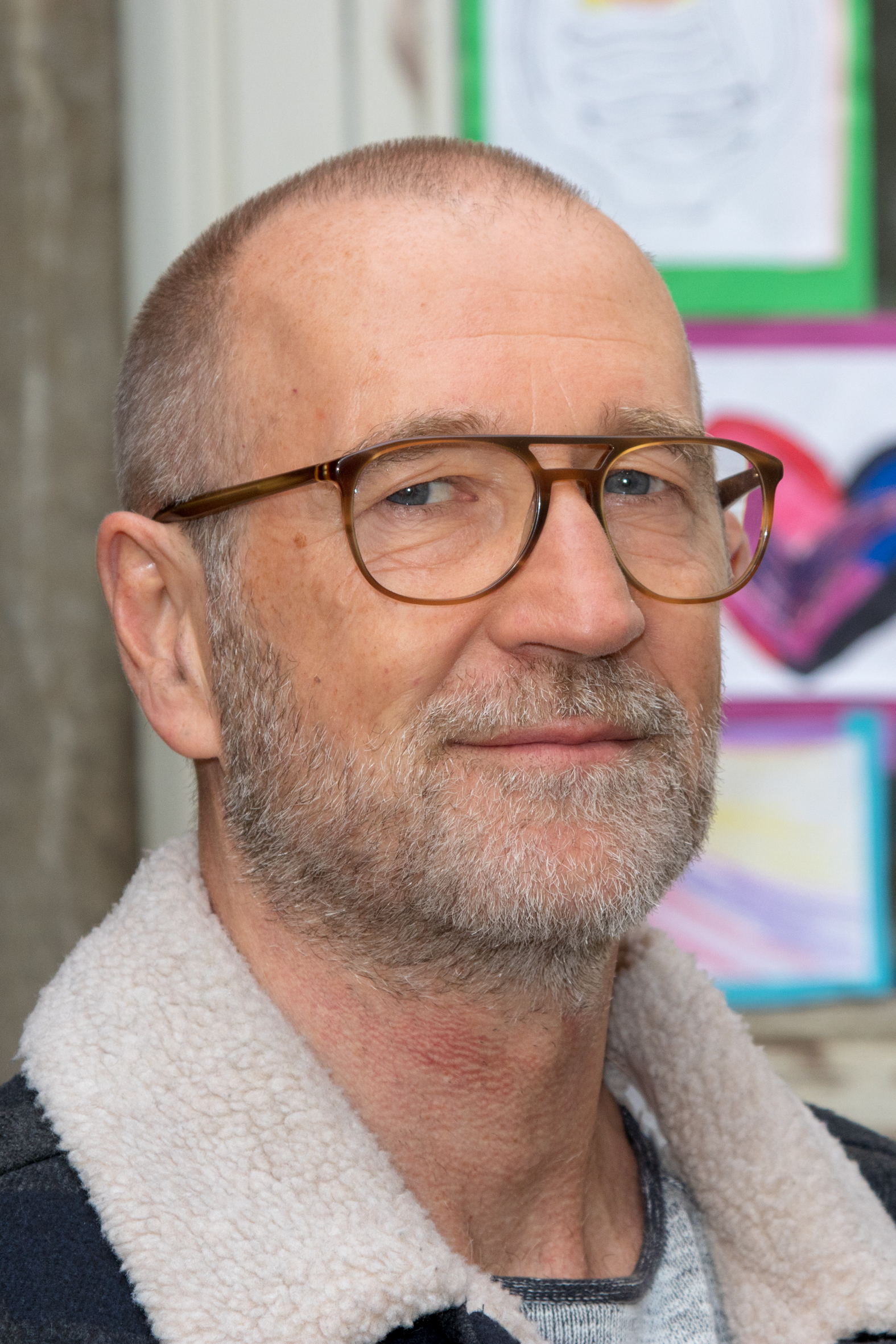
Peter Lohmeyer als Gerd
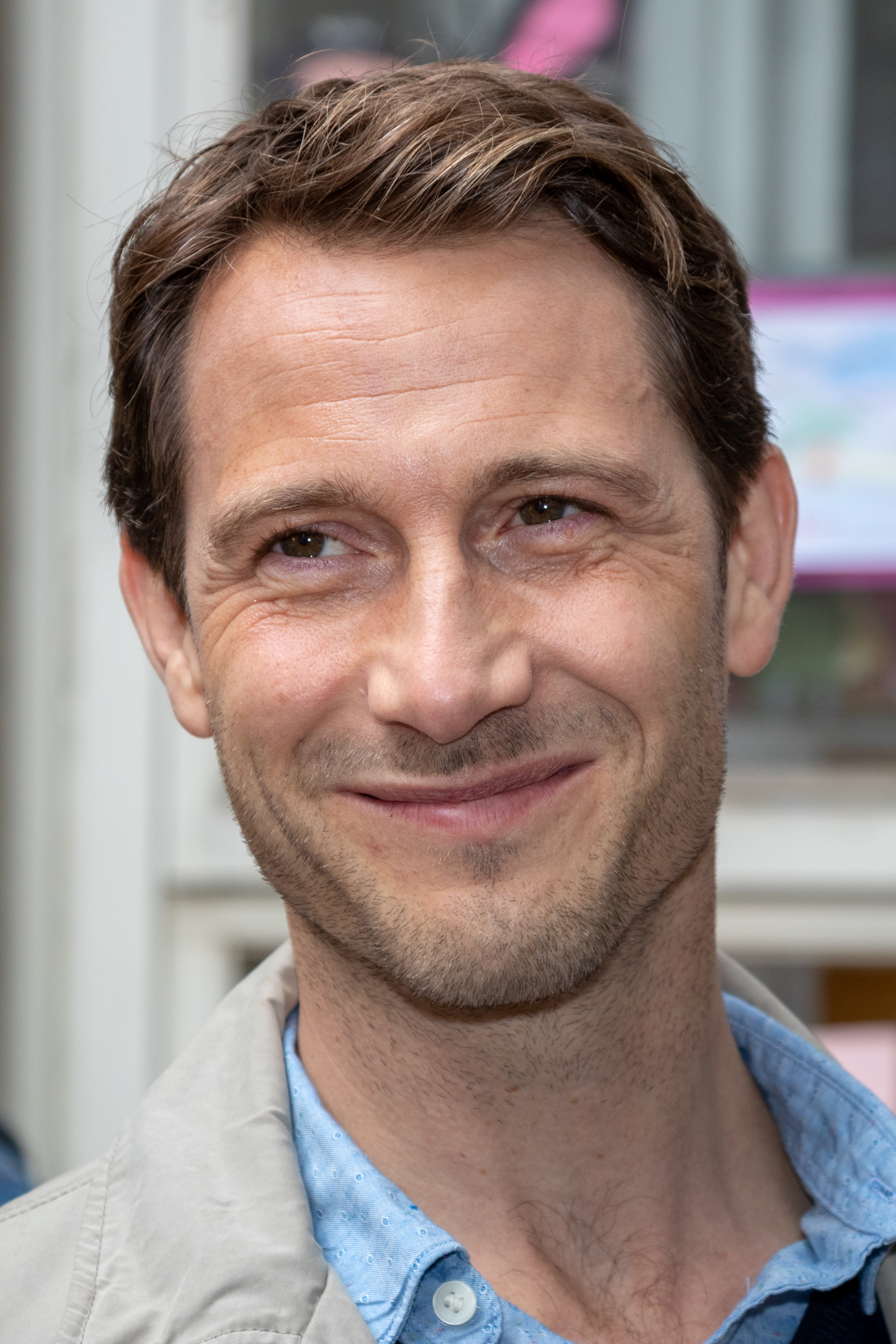
David Rott als Mark
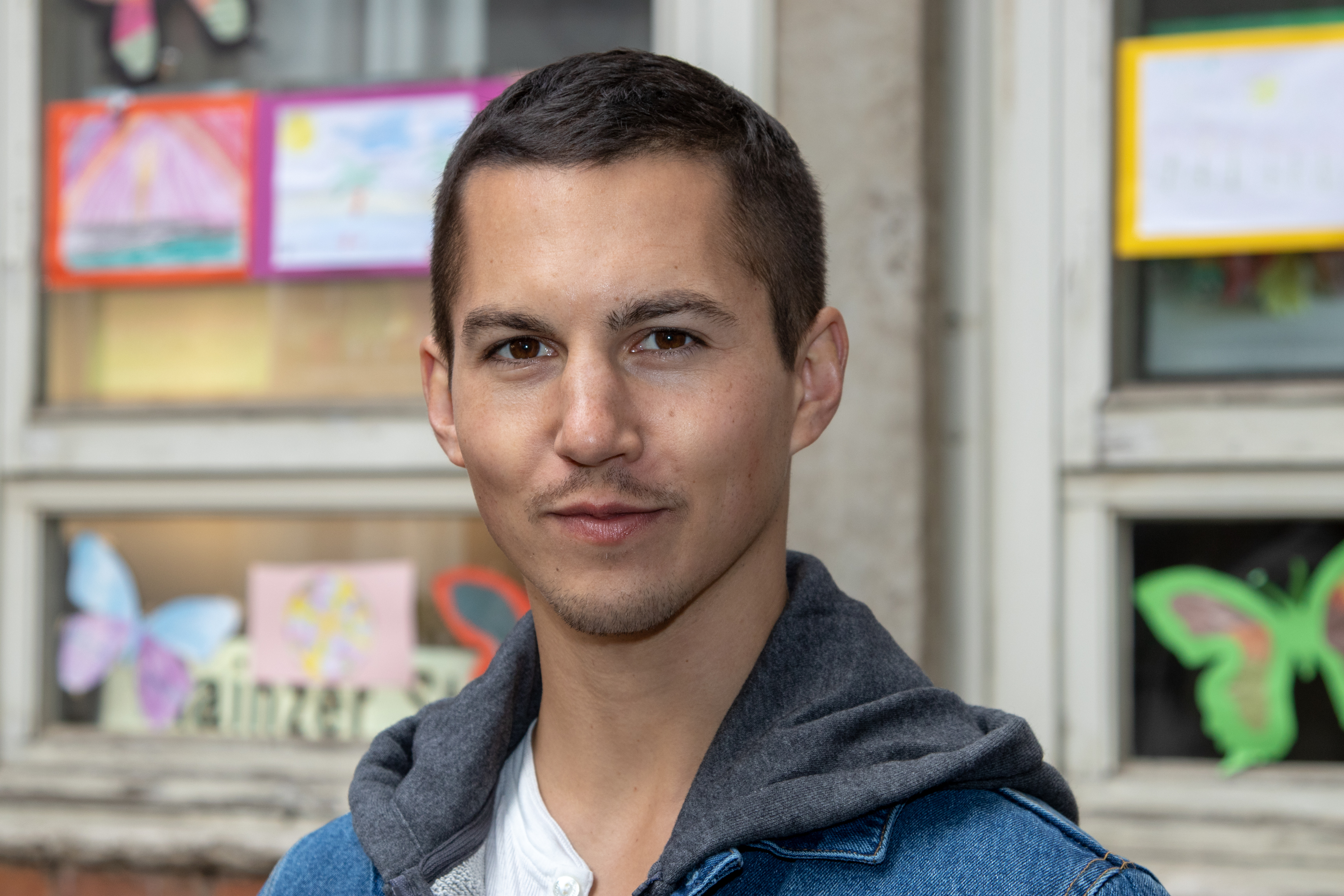
Tim Oliver Schultz als Timo
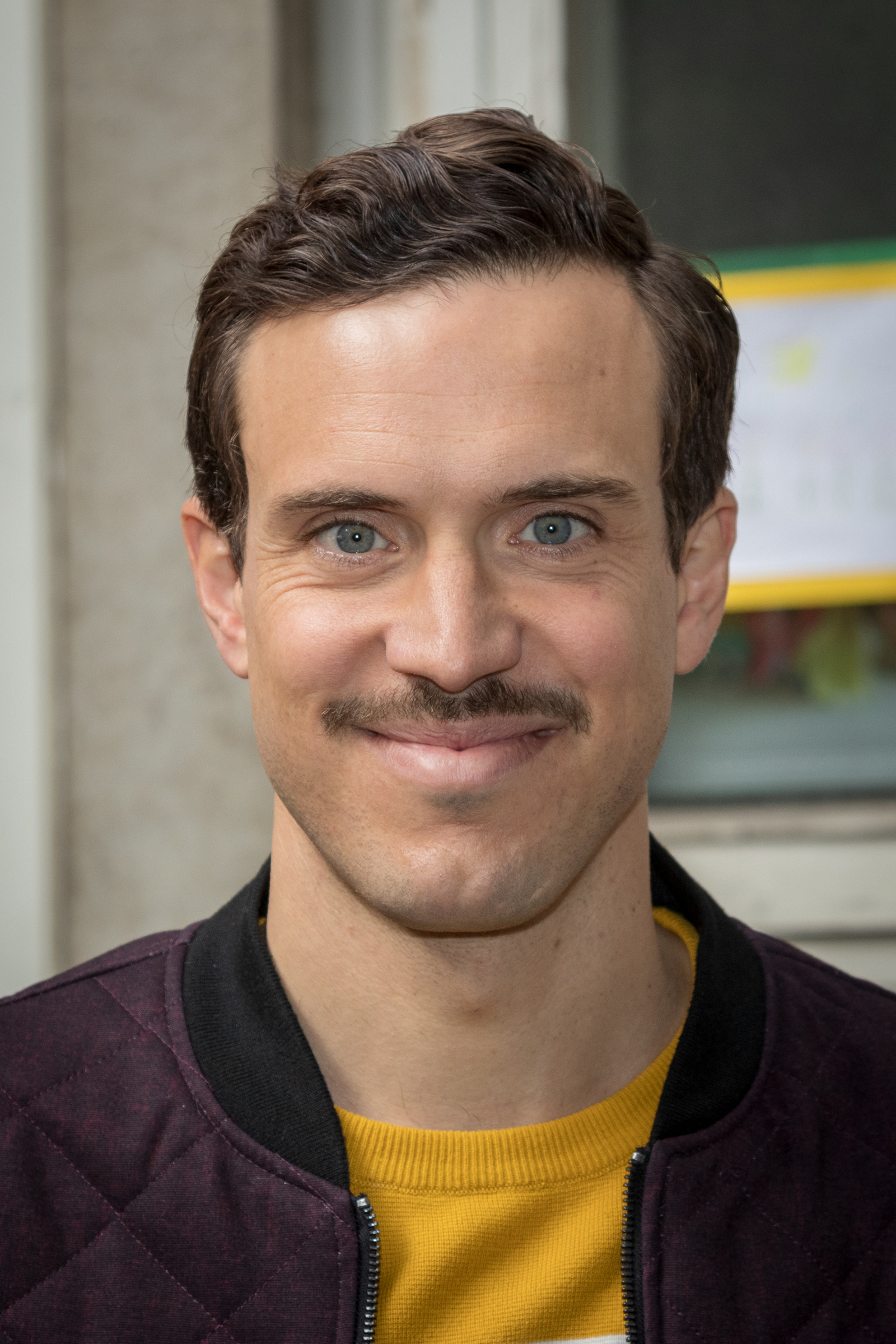
Tobias van Dieken als Andreas

Die vier Väter Gerd, Mark, Timo und Andreas lernen sich bei der Einschulung ihrer Kinder kennen und entwickeln eine Freundschaft zueinander. Alle vier nehmen die Verantwortungen als Erziehungsberechtigte ernst, doch hat jeder von ihnen eine unterschiedliche und teils komplizierte Familiensituation im Hintergrund. Die vier Episoden erzählen diese familiären Situationen aus der Sicht des jeweilig betroffenen.

## Episodenliste
| Nr. | Originaltitel | Erstausstrahlung | Regie             | Drehbuch                        | Zuschauer |
| --- | ------------- | ---------------- | ----------------- | ------------------------------- | --------- |
| 1   | Gerd          | 13. Sep. 2019    | Jan Martin Scharf | Arne Nolting, Jan Martin Scharf | 3,42 Mio. |
| 2   | Mark          | 20. Sep. 2019    | Jan Martin Scharf | Arne Nolting, Jan Martin Scharf | 3,22 Mio. |
| 3   | Timo          | 19. Feb. 2021    | Esther Gronenborn | Kirsten Peters                  | 3,04 Mio. |
| 4   | Andreas       | 26. Feb. 2021    | Esther Gronenborn | Kirsten Peters                  | 3,31 Mio. |

## Produktion
Bavaria Fiction drehte die Episoden in Köln und Wuppertal. Die Filmreihe ist eine Adaption der australischen Komödienreihe House Husbands.
Eine vergleichbare Fernsehreihe startete zwei Jahre zuvor unter dem Namen Eltern allein zu Haus.

## Rezeption

### Kritiken
Rainer Tittelbach von Tittelbach.tv urteilte: „Hausmann sein heißt in ‚Väter allein zu Haus‘ nicht: der Mann im Hause sein. Denn das Sagen haben überwiegend die Frauen in dem launigen Mehrteiler.“ „Ja, es geht um die berühmten Geschlechterklischees. Dabei haben Arne Nolting (Buch) und Jan Martin Scharf (Buch & Regie) vor allem den Alltag und dessen Bewältigung im Blick; entsprechend leicht und locker ist das Ganze erzählt, ohne allzu großen Tiefgang zwar, aber auch ohne falsches Botschafts-Bohei und ohne künstliche Dramatisierung. Flüssig und flott ist auch die Inszenierung, mit Ellipsen zur rechten Zeit und gutem komödiantischem Timing.“ „Das Konzept von „Väter allein zu Haus“ ist nicht nur deshalb so gut und angenehm „anders“ für ein ARD-Freitagsfilm-Format, weil es sich auf die zu Recht auch für Filme geforderte Diversität der Gesellschaft fokussiert, sondern ganz maßgeblich auch, weil die Umsetzung dramaturgisch & filmisch gelungen ist. Reale Konflikte werden pragmatisch angegangen. Vernunft obsiegt über Wut; auf Buhmänner oder Buhfrauen wird weitgehend verzichtet. Das kommt der Glaubwürdigkeit zugute.“
rp-online.de schrieb über diese Filmreihe: „Wenn es um die Erziehung der Kinder geht, sind die Rollenbilder im Umbruch. Aber auf dem Arbeitsmarkt machen Väter, die sich verantwortlich um den Nachwuchs kümmern, die gleichen Erfahrungen wie viele Mütter: Familie und Karriere lassen sich immer noch nicht gut unter einen Hut bringen. Der ARD-Vierteiler ‚Väter allein zu Haus‘ beleuchtet das sich verändernde Männer- und Väterbild und stellte eine Gruppe von vier männlichen Erziehungsberechtigten ins Zentrum, die ihre Aufgabe ernst nehmen und beruflich zurücksteckten, um sich um ihre lieben Kleinen zu kümmern.“